# Carly Dockendorf
Carly Dockendorf (ur. 1983) – kanadyjska lekkoatletka specjalizująca się w skoku o tyczce.
Sportową karierę zaczęła od gimnastyki. W 2006 wywalczyła tytuł międzynarodowej mistrzyni Izraela. Brązowa medalistka igrzysk Wspólnoty Narodów (2010). Mistrzyni Kanady (2011).

## Rekordy życiowe
- skok o tyczce – 4,45 (2007 & 2010)
- skok o tyczce (hala) – 4,42 (2010)